# 楠淳生のやんちゃな!weekend
楠淳生のやんちゃな!weekend（くすあつおのやんちゃなウイークエンド）は、朝日放送ラジオ（ABCラジオ）で2009年7月11日から2010年3月20日まで、土曜日13:30 - 18:00(JST)に放送されたワイド番組である。

## 概要
朝日放送ラジオ（ABCラジオ）では、2009年4月から6月にかけて、プロ野球デーゲーム対応枠として『楠淳生のABCフレッシュアップボックス』を放送。週末の阪神タイガースの試合がナイトゲーム主体になる7月から、土曜日のみ、メインパーソナリティの楠淳生（当時・ABCアナウンサー）を残したまま当番組の放送を開始した。
前番組でアシスタントを務めた川島陽子は、『ABCフレッシュアップベースボール』でナイトゲームを中継する際のスタジオ担当に専念。そのため、当番組では、川島に代わってセシリアがアシスタントを務めた。
開始当初の放送時間は、13:30 - 17:55。朝日放送ラジオ（ABCラジオ）がナイターオフ編成に入った2009年10月からは、放送時間を5分延長する形で、13：30 - 18:00の4時間30分に拡大した。このため当時のABCラジオのワイド番組では、放送時間が最も長くなっていた。
当番組での楠は、"やんちゃオヤジ代表"としてのキャラクターを全開。間違いやすい日本語を取り上げるコーナー「用語の知識」では、ベテランアナウンサーならではの知識・見解を披露している。
楠より二回りほど年下のセシリアは、「知ったか!J-POP塾」のコーナーで、楠の世代にとって馴染みの薄いJ-POPのアーティストや楽曲を解説した。
なお、全国高校野球選手権大会の期間中や、楠のスケジュール（休暇やスポーツ中継による出張など）によっては放送を休止。休止期間や、朝日放送ラジオ（ABCラジオ）が聴取率調査週間に設定するリスナー感謝週間「ABCラジオ　ジューシーデイズ（14DAYS）」前後の放送では、「やんちゃ月間」と称してリスナーへのプレゼントを通常の放送より充実させた。

## 放送内容
当番組では、「やんちゃスポーツ」のコーナーでスポーツの話題を取り上げるほか、関西で活躍するスポーツ選手がたびたびゲストで出演。阪神タイガースの選手・コーチやABCの野球解説者に限らず、楠が学生時代に勤しんでいたバスケットボールなど、さまざまな競技からゲストを招いている。ただし、ゲストのスケジュールなどによっては、事前に収録したインタビューを番組内で流すことがある。
その一方で、番組内では、エンターテインメントに関する情報も積極的に扱う。楠・セシリアの選曲を中心に新旧の楽曲を流すほか、放送中に2回放送される「やんちゃカルチャー」では、2人が実際に鑑賞した新作映画・読破した新刊本を自ら解説。「やんちゃミュージック」のコーナーでは、ビルボードライブ大阪の広報担当者と電話をつなぎながら、近日中に同所での公演を予定しているお勧めアーティストの情報・楽曲を紹介している。また、アーティストを生放送か事前収録でゲストに迎えた際には、「思い出の1枚」のコーナーで（そのアーティストにとっての）思い出の1曲を放送する。
さらに、直近の話題にちなんだテーマでメッセージを募るなど、リスナー参加の企画も充実。リスナーが言いたいことを自ら電話でしゃべる「やんちゃテレフォン」や、見知らぬリスナー同士を電話でつないだうえで、楠から示されるテーマに対する答えの度がどこまで同じか楽しむ「ピッタンコ」なども放送している。2009年12月5日の放送からは、"やんちゃオヤジ代表"の楠と"ガンコオヤジ代表"の中村鋭一が、あるテーマについて5分間のトークバトルを展開。その優劣をリスナーからの投票で競う企画「トークバトル　やんちゃvsガンコ」が加わった。
上記のコーナーの合間には、楠の出身地でもある和歌山県田辺市からの観光情報「楠淳生の紀州田辺とっておき」、近畿司法書士会所属の司法書士が出演する「知っとくなっとく司法書士」、ゴルフ情報コーナー「聞いて効くゴルフ!」などを挿入。2009年6月末まで土曜日の17時台に独立番組として放送されていた『トヨペットナイスミドル応援団』（ニッポン放送制作のNRN系全国ネット番組、同局では『小倉智昭のラジオサーキット』に内包）も、当番組の17時台に組み込んでいる。

## 出演者
- 楠淳生（ABCアナウンサー）
- セシリア
  - 2009年11月14日の放送では、セシリアの急病のため、代役として新人アナウンサーの八塚彩美が出演した。

| ABCラジオ 土曜13:30-17:55                                                                                                 | ABCラジオ 土曜13:30-17:55  | ABCラジオ 土曜13:30-17:55           |
| 前番組 | 番組名                     | 次番組                              |
| --- | -------------------------- | ----------------------------------- |
| 13:30 楠淳生のABCフレッシュアップボックス17:00 トヨペットナイスミドル応援団 ※本番組に内包して継続17:10 蕭秀華のMUSIC CUBE | 楠淳生のやんちゃな!weekend | 芦沢誠のGO!GO!サタデー(12:30-17:55) |